# Jean Nabert
Jean Nabert (ur. 27 czerwca 1881 w Izeaux, zm. 14 października 1960 w Paryżu) – filozof francuski uznawany za przedstawiciela filozofii ducha.

## Życie
Jean Nabert urodził się w 1881 roku w Izeaux. Uczył się w szkołach świeckich. Studiował na wydziale literatury w Grenoble (1901-1902), później wyjechał na stypendium do Lyonu (1903-1905). Tam poznał nauki Arthura Hannequina. Od 1908 do 1914 nauczał w liceum w Saint-Lô i w Breście. Wraz z rozpoczęciem I wojny światowej został zmobilizowany, większość okresu wojennego spędził w niewoli niemieckiej. Ostatni rok niewoli spędził w Szwajcarii, gdzie poznał nauki Jean Jacques'a Gourda, które wywarły duży wpływ na jego myśl. Doktorat obronił długo po wojnie bo w 1924 roku na Sorbonie. W latach 1926–1943 wydał cykl studiów poświęconych myśli Henriego Bergsona i Léona Brunschvicga. Po zakończeniu II wojny światowej, w 1945 roku, został mianowany inspektorem generalnym nauczania (średniego) sekcji filozoficznej. Został także dyrektorem Biblioteki Victora Cousina – jednej z najlepiej wyposażonych w dzieła filozoficzne bibliotek. W 1955 napisał swoją najsławniejszą książkę Essai sur le mal. Za życia znany był głównie najbliższym, sławę jako filozof osiągnął dopiero po śmierci.

## Filozofia

### Metoda refleksyjna
Filozofia Naberta jest kontynuacją francuskiej filozofii ducha, którą zapoczątkował Kartezjusz, którą kontynuował Malebranche, ale także tacy filozofowie jak Kant, Boutroux, Ravaisson, Jules Lachelier, Jules Lagneau czy Léon Brunschvicg. Najistotniejszym punktem filozofii Naberta jest, jak sam twierdził, jego metoda określana mianem metody refleksyjnej. Refleksja Naberta ma charakter moralny, jej źródłem jest krytyczna metoda Kanta. Nabert używa także nazwy metody doświadczenia świadomości. W prostym ujęciu można nazwać ją autorefleksją w aktach woli. Funkcje tej metody Nabert rozumiał jako funkcję samej filozofii. Refleksja jest aktem pierwotnym, należy ją jednak odróżnić od świadomości prerefleksyjnej. Jest to moment napięcia i niezgodności świadomości w aktach, która wydaje się momentem wewnętrznej desolidaryzacji, jednak prowadzi w końcu do większej solidaryzacji niż wyjściowo. Wobec tego, możemy powiedzieć, że świadomość siebie nie jest pierwotnie intuicją czy zwykłym spostrzeżeniem, ale rozczarowaniem i pragnieniem, które refleksja pozwala nam przyswoić. To, jak pisze Tarnowski, jest jakby hermeneutyką pragnienia. Sens tej metody staje się jasny nie w rozmyślaniach, ale w jej praktyce.

### Doświadczenie metafizyczne
Pierwszy element określony w książce Éléments pour une éthique, który charakteryzowany jest jako uczucie rozdarcia i niezgodności naszego bytu z nim samym. Rozdarcie dotyczy kategorii tego kim jestem i tego kim chciałbym być. Zagadnienie Nabert analizuje na podstawie trzech pojęć: winy, porażki i samotności. Przez ich uwypuklenie nierówności nas samych wobec siebie stają się siedliskiem refleksji.

### Wina
To akt występujący przeciw regule, czy normie, grzechu, który jest wewnętrzny i przeciwstawiony rozwojowi duchowego Ja. Nie jest to oddzielony akt, ale głęboko zakorzenione w Ja chcenie złego aktu, które wymyka się podmiotowi. Wina jest podstawowym elementem ujawniającym przepaść jaka dzieli Ja zrealizowane od Ja które jest przedmiotem jego aspiracji.

### Klęska
Odsłania inny wymiar niezgodności w samym sobie. W myśli Naberta nie jest to zewnętrzny fakt, ale wewnętrzna strona świadomości. Klęska jest katalizatorem winy, a czasem nawet przyczyną jej powstania. To wewnętrzna kara za przekroczenie i ignorowanie granic i nakazów. Klęska jest oczyszczająca jednak w negatywnym sensie - oczyszcza człowieka z iluzji i pokazuje, że sama iluzja ma charakter skończoności.

### Samotność
Samotność jest pierwotna, poprzedza wszelką komunikację. Samotność jest tym samym czymś przed osiągnięciem świadomości siebie, bo ta osiągana jest poprzez komunikację. Kontakt z drugim człowiekiem otwiera świadomość na siebie samą, a więc samotność jest procesem zamykania tej drogi. Samotność staje się pozytywna przez refleksję. Nabert wzywa nawet do zwrócenia się ku samotności w celu ruchu wewnętrznego dla siebie, który kieruje nas ku bytom z którymi możemy się spełnić przez stworzenie formy jedności.